# Сард (Турска)
Сард или Сардис (грч. Σαρδεις) антички је град на локацији савременог града Сарда у провинцији Маниса у Турској. Био је престоница древног Лидијског краљевства, а касније један од најважнијих градова Персијског царства, седиште проконзула.
Када је Лидија пала под власт Римског царства, Лидија је постала римска провинција а Сард њен главни град. Такво стање се задржало и под византијским царством.
Хришћанска заједница у Сарду је једна од првих таквих заједница и у Светом писму се помиње као једна од Седам цркава Азије. У Књизи Откровења верни у Сарду се опомињу због болећивости и неодлучности.
Значај града потиче од његовог војно-стратешког географског положаја са кога је могуће контролисати пут од унутрашњости Мале Азије према егејској обали.